# Certificat de vendes discogràfiques
El certificat de vendes discogràfiques és un sistema de reconeixement als artistes les produccions discogràfiques dels quals assoleixen les xifres de vendes més altes. El reconeixement segueix per ordre creixent en començar per argent, or, platí i diamant.

## Història
Les discogràfiques van començar a usar el certificat com a mètode de promoció, sent la primera cançó que va obtenir el disc d'or fou Chattanooga Choo Choo de Glenn Miller, commemorant la venda de 1,2 milions de còpies, i el primer disc de platí de RIAA el "Eagles/Their Greatest Hits 1971-1975" de The Eagles. A inici del segle xxi, els certificats es concedeixen generalment de manera acumulativa i és possible que un sol àlbum sigui premiat amb plata, or i platí consecutivament. Un àlbum que obté dues vegades disc de platí és conegut habitualment com un «doble platí».

## Nombre de discos requerits
El nombre de vendes necessàries per assolir aquests premis varia segons la població del país on es publica el disc i el volum habitual de vendes, i la xifra per obtenir el platí en senzills i àlbums ha variat des dels anys 1980 fins a l'actualitat a causa de la baixada de vendes generalitzada del format. Es lliuren aquests reconeixements segons les còpies distribuïdes i no segons les venudes.
Per exemple, la música en català en 2011 requeria de 30.000 unitats per obtenir el disc d'or, i en 2013 ja era de 20.000 per a l'or i 40.000 per al platí. i a Alemanya, passant primer de 800.000 còpies a 500.000, després 300.000 i actualment a les 200.000. A Espanya, les vendes les certifica Promusicae, i les quantitats necessàries per assolir el disc d'or i de platí eren originalment de 50.000 i 100.000 còpies, respectivament; l'1 de novembre de 2005 es van rebaixar a 40.000 i 80.000, i a mitjan setembre de 2009 es van tornar a rebaixar a 30.000 i 60.000, respectivament, i en 2013 era de 20.000 per a l'or i 40.000 per al platí. D'altra banda, el Regne Unit ha mantingut constant les seves 300.000 còpies necessàries per aconseguir el disc de platí, ja que en aquest país les vendes de discos no han sofert canvis tan significatius.
El nombre de còpies requerides per obtenir un reconeixement també varia segons el format de la producció discogràfica: àlbum, senzill, DVD o descàrrega. En alguns països també es distingeix entre artistes nacionals o estrangers, o segons l'idioma. Així, als Estats Units el platí per a àlbums està establert en 1.000.000 d'exemplars.